# Паника (Оренбурзький район)
Па́ника (рос. Паника) — село у складі Оренбурзького району Оренбурзької області, Росія.

## Населення
Населення — 381 особа (2010; 400 у 2002).
Національний склад (станом на 2002 рік):
- росіяни — 43 %
- казахи — 40 %